# Parachernes latus
Parachernes latus es una especie de arácnido  del orden Pseudoscorpionida de la familia Chernetidae.

## Distribución geográfica
Se encuentra en Florida y Texas (Estados Unidos).